# 33 Tour
33 Tour fue una gira de conciertos perteneciente al intérprete mexicano Luis Miguel durante 2003 y 2004 para promocionar su álbum 33.

## Lista de temas
| 33 Tour : (2 legs, 71 shows) Oct/10/2003 - Mar/12/2004 |                                                                                                 |                                                      |          |  |
| N.º                                                    | Título                                                                                          | Original album                                       | Duración |  |
| 1.                                                     | «Introducción»                                                                                  |                                                      |          |  |
| 2.                                                     | «Vuelve»                                                                                        | 33                                                   |          |  |
| 3.                                                     | «Amor, Amor, Amor»                                                                              | Mis romances                                         |          |  |
| 4.                                                     | «Ahora Que Te Vas»                                                                              | 33                                                   |          |  |
| 5.                                                     | «Perfidia»                                                                                      | Mis romances                                         |          |  |
| 6.                                                     | «Eres»                                                                                          | 33                                                   |          |  |
| 7.                                                     | «Devuélveme el Amor»                                                                            | 33                                                   |          |  |
| 8.                                                     | «Medley» (Por Debajo de la Mesa / No Sé Tú / Como Duele)                                        | Romances, Romance , Mis romances                     |          |  |
| 9.                                                     | «O Tú o Ninguna»                                                                                | Amarte Es Un Placer                                  |          |  |
| 10.                                                    | «Medley» (Dame Tu Amor / Sol, Arena y Mar / Suave)                                              | Aries, Amarte Es Un Placer                           |          |  |
| 11.                                                    | «Un Te Amo»                                                                                     | 33                                                   |          |  |
| 12.                                                    | «Medley» (No Me Puedes Dejar Así / Palabra de Honor / Entrégate / La Incondicional)             | Decídete, Palabra de Honor, 20 años, Busca Una Mujer |          |  |
| 13.                                                    | «Introducción [Techno]»                                                                         |                                                      |          |  |
| 14.                                                    | «Con Tus Besos»                                                                                 | 33                                                   |          |  |
| 15.                                                    | «Nos Hizo Falta Tiempo»                                                                         | 33                                                   |          |  |
| 16.                                                    | «Qué Tristeza»                                                                                  | 33                                                   |          |  |
| 17.                                                    | «Medley» (Mucho Corazón / La Media Vuelta / Amorcito Corazón)                                   | Romance, Segundo Romance, Mis romances               |          |  |
| 18.                                                    | «Medley» (Cómo Es Posible Que a Mi Lado / Será Que No Me Amas / Te Propongo Esta Noche)         | Nada es igual, 20 años, Amarte Es Un Placer          |          |  |
| 19.                                                    | «Medley» (Ahora Te Puedes Marchar / La Chica del Bikini Azul / Isabel / Cuando Calienta el Sol) | Soy como quiero ser, Palabra de Honor                |          |  |
| 20.                                                    | «Te Necesito»                                                                                   | 33                                                   |          |  |

| 33 Tour : (1 leg, 18 shows) Sep/23/2004 - Oct/30/2004 |                                                                                                |                                                      |          |  |
| N.º                                                   | Título                                                                                         | Álbum original                                       | Duración |  |
| 1.                                                    | «Introducción»                                                                                 |                                                      |          |  |
| 2.                                                    | «Vuelve»                                                                                       | 33                                                   |          |  |
| 3.                                                    | «Amor, Amor, Amor»                                                                             | Mis romances                                         |          |  |
| 4.                                                    | «Ahora Que Te Vas»                                                                             | 33                                                   |          |  |
| 5.                                                    | «Perfidia»                                                                                     | Mis romances                                         |          |  |
| 6.                                                    | «Eres»                                                                                         | 33                                                   |          |  |
| 7.                                                    | «Devuélveme el Amor»                                                                           | 33                                                   |          |  |
| 8.                                                    | «Medley» (Por Debajo de la Mesa / No Sé Tú / Como Duele)                                       | Romances, Romance, Mis romances                      |          |  |
| 9.                                                    | «O Tú o Ninguna»                                                                               | Amarte Es Un Placer                                  |          |  |
| 10.                                                   | «Medley» (Dame Tu Amor / Sol, Arena y Mar / Suave)                                             | Aries, Amarte Es Un Placer                           |          |  |
| 11.                                                   | «Un Te Amo»                                                                                    | 33                                                   |          |  |
| 12.                                                   | «Medley» (No Me Puedes Dejar Así / Palabra de Honor / Entrégate / La Incondicional)            | Decídete, Palabra de Honor, 20 años, Busca Una Mujer |          |  |
| 13.                                                   | «Introduction [Techno]»                                                                        |                                                      |          |  |
| 14.                                                   | «Con Tus Besos»                                                                                | 33                                                   |          |  |
| 15.                                                   | «Somos Novios»                                                                                 | Segundo Romance                                      |          |  |
| 16.                                                   | «Nosotros»                                                                                     | Segundo Romance                                      |          |  |
| 17.                                                   | «Medley» (Mucho Corazón / La Media Vuelta / Amorcito Corazón)                                  | Romance, Segundo Romance, Mis romances               |          |  |
| 18.                                                   | «Medley» (Cómo Es Posible Que a Mi Lado / Será Que No Me Amas / Te Propongo Esta Noche)        | Nada es igual, 20 años, Amarte Es Un Placer          |          |  |
| 19.                                                   | «Medley» (Ahora Te Puedes Marchar / La Chica del Bikini Azul / Isabel / Cuando Caienta el Sol) | Soy como quiero ser, Palabra de Honor                |          |  |
| 20.                                                   | «Te Necesito»                                                                                  | 33                                                   |          |  |

## Fechas de la gira
| Fecha | Ciudad                 | País                 | Lugar                             | Audiencia            |
| Primera parte (2003) | Primera parte (2003)   | Primera parte (2003) | Primera parte (2003)              | Primera parte (2003) |
| Norteamérica I | Norteamérica I         | Norteamérica I       | Norteamérica I                    | Norteamérica I       |
| --- | ---------------------- | -------------------- | --------------------------------- | -------------------- |
| 8 de octubre de 2003 | Palm Desert            | Estados Unidos       | McCallum Theatre                  | 1,127                |
| 10 de octubre de 2003 | Las Vegas              | Estados Unidos       | Mandalay Bay Events Center        | 12,000               |
| 11 de octubre de 2003 | Santa Bárbara          | Estados Unidos       | Santa Barbara Bowl                | 3,455                |
| 12 de octubre de 2003 | Fresno                 | Estados Unidos       | Selland Arena                     | 11,300               |
| 15 de octubre de 2003 | Los Ángeles            | Estados Unidos       | Universal Amphitheatre            | 6,189                |
| 16 de octubre de 2003 | Los Ángeles            | Estados Unidos       | Universal Amphitheatre            | 6,189                |
| 17 de octubre de 2003 | Los Ángeles            | Estados Unidos       | Universal Amphitheatre            | 6,189                |
| 18 de octubre de 2003 | Los Ángeles            | Estados Unidos       | Universal Amphitheatre            | 6,189                |
| 19 de octubre de 2003 | Los Ángeles            | Estados Unidos       | Universal Amphitheatre            | 6,189                |
| 22 de octubre de 2003 | Denver                 | Estados Unidos       | Magness Arena                     | 7,200                |
| 24 de octubre de 2003 | San Jose               | Estados Unidos       | HP Pavilion                       | 19,190               |
| 25 de octubre de 2003 | Chula Vista            | Estados Unidos       | Coors Amphitheatre                | 19,492               |
| 26 de octubre de 2003 | Phoenix                | Estados Unidos       | Dodge Theatre                     | 5,500                |
| 27 de octubre de 2003 | El Paso                | Estados Unidos       | Don Haskins Center                | 6,876                |
| 29 de octubre de 2003 | Hidalgo                | Estados Unidos       | Dodge Arena                       | 4,470                |
| 30 de octubre de 2003 | Hidalgo                | Estados Unidos       | Dodge Arena                       | 4,470                |
| 1 de noviembre de 2003 | Dallas                 | Estados Unidos       | Smirnoff Music Centre             | 5,610                |
| 2 de noviembre de 2003 | San Antonio            | Estados Unidos       | SBC Center                        | 19,000               |
| 4 de noviembre de 2003 | Laredo                 | Estados Unidos       | Laredo Entertainment Center       | 9,322                |
| 5 de noviembre de 2003 | Houston                | Estados Unidos       | Toyota Center                     | 9,105                |
| 8 de noviembre de 2003 | Chicago                | Estados Unidos       | United Center                     | 9,224                |
| 11 de noviembre de 2003 | New York City          | Estados Unidos       | Madison Square Garden             | 12,123               |
| 13 de noviembre de 2003 | Miami                  | Estados Unidos       | American Airlines Arena           | 20,000               |
| 14 de noviembre de 2003 | Tampa                  | Estados Unidos       | St. Pete Times Forum              | 4,035                |
| 15 de noviembre de 2003 | Miami                  | Estados Unidos       | American Airlines Arena           | 20,000               |
| 17 de noviembre de 2003 | Duluth                 | Estados Unidos       | Gwinnett Convention Center        | 13,100               |
| Sudamérica I |                        |                      |                                   |                      |
| 26 de noviembre de 2003 | Santiago               | Chile                | Espacio Riesco                    | 1,600                |
| El concierto del 27 de noviembre en el Estadio San Carlos de Apoquindo de Santiago fue cancelado y reprogramado para el día siguiente. |                        |                      |                                   |                      |
| 28 de noviembre de 2003 | Santiago               | Chile                | Estadio San Carlos de Apoquindo   | 30,000 *             |
| 29 de noviembre de 2003 | Viña del Mar           | Chile                | Quinta Vergara Amphitheater       | 17,000               |
| 3 de diciembre de 2003 | Córdoba                | Argentina            | Estadio Chateau Carreras          | 16,000               |
| 5 de diciembre de 2003 | Buenos Aires           | Argentina            | Estadio Vélez Sarsfield           | 40,000               |
| 6 de diciembre de 2003 | Buenos Aires           | Argentina            | Estadio Vélez Sarsfield           | 40,000               |
| 7 de diciembre de 2003 | Buenos Aires           | Argentina            | Estadio Vélez Sarsfield           | 40,000 **            |
| Segunda parte (2004) |                        |                      |                                   |                      |
| Norteamérica II |                        |                      |                                   |                      |
| 15 de enero de 2004 | Ciudad de México       | México               | Auditorio Nacional                | 9,400                |
| 16 de enero de 2004 | Ciudad de México       | México               | Auditorio Nacional                | 9,400                |
| 17 de enero de 2004 | Ciudad de México       | México               | Auditorio Nacional                | 9,400                |
| 18 de enero de 2004 | Ciudad de México       | México               | Auditorio Nacional                | 9,400                |
| 21 de enero de 2004 | Ciudad de México       | México               | Auditorio Nacional                | 9,400                |
| 22 de enero de 2004 | Ciudad de México       | México               | Auditorio Nacional                | 9,400                |
| 23 de enero de 2004 | Ciudad de México       | México               | Auditorio Nacional                | 9,400                |
| 24 de enero de 2004 | Ciudad de México       | México               | Auditorio Nacional                | 9,400                |
| 25 de enero de 2004 | Ciudad de México       | México               | Auditorio Nacional                | 9,400                |
| 28 de enero de 2004 | Ciudad de México       | México               | Auditorio Nacional                | 9,400                |
| 29 de enero de 2004 | Ciudad de México       | México               | Auditorio Nacional                | 9,400                |
| 30 de enero de 2004 | Ciudad de México       | México               | Auditorio Nacional                | 9,400                |
| 31 de enero de 2004 | Ciudad de México       | México               | Auditorio Nacional                | 9,400                |
| 1 de febrero de 2004 | Ciudad de México       | México               | Auditorio Nacional                | 9,400                |
| 4 de febrero de 2004 | Ciudad de México       | México               | Auditorio Nacional                | 9,400                |
| 5 de febrero de 2004 | Ciudad de México       | México               | Auditorio Nacional                | 9,400                |
| 6 de febrero de 2004 | Ciudad de México       | México               | Auditorio Nacional                | 9,400                |
| 7 de febrero de 2004 | Ciudad de México       | México               | Auditorio Nacional                | 9,400                |
| 8 de febrero de 2004 | Ciudad de México       | México               | Auditorio Nacional                | 9,400                |
| 11 de febrero de 2004 | Ciudad de México       | México               | Auditorio Nacional                | 9,400                |
| 12 de febrero de 2004 | Ciudad de México       | México               | Auditorio Nacional                | 9,400                |
| 13 de febrero de 2004 | Ciudad de México       | México               | Auditorio Nacional                | 9,400                |
| 14 de febrero de 2004 | Ciudad de México       | México               | Auditorio Nacional                | 9,400                |
| 15 de febrero de 2004 | Ciudad de México       | México               | Auditorio Nacional                | 9,400                |
| 16 de febrero de 2004 | Ciudad de México       | México               | Auditorio Nacional                | 9,400                |
| 18 de febrero de 2004 | Guadalajara            | México               | Estadio Tres de Marzo             | 30,000               |
| 20 de febrero de 2004 | Monterrey              | México               | Monterrey Arena                   | 18,000               |
| 21 de febrero de 2004 | Monterrey              | México               | Monterrey Arena                   | 18,000               |
| 22 de febrero de 2004 | Monterrey              | México               | Monterrey Arena                   | 18,000               |
| 23 de febrero de 2004 | Monterrey              | México               | Monterrey Arena                   | 18,000               |
| 27 de febrero de 2004 | Tijuana                | México               | El Foro                           | 3,000                |
| 28 de febrero de 2004 | Tijuana                | México               | El Foro                           | 3,000                |
| 29 de febrero de 2004 | Tijuana                | México               | El Foro                           | 3,000                |
| 4 de marzo de 2004 | Anaheim                | United States        | Arrowhead Pond                    | 8,296                |
| 5 de marzo de 2004 | Tucson                 | United States        | TCC Arena                         | 5,189                |
| 6 de marzo de 2004 | Las Vegas              | United States        | PH Entertainment Center           | 7,500                |
| 7 de marzo de 2004 | San Diego              | United States        | Cox Arena                         | 8,574                |
| 12 de marzo de 2004 | Veracruz               | México               | World Trade Center                | 11,500               |
| Tercera parte (Otoño 2004) |                        |                      |                                   |                      |
| Europa |                        |                      |                                   |                      |
| 23 de septiembre de 2004 | Santiago de Compostela | España               | Pavillón Multiusos Fontes do Sar  | 6,500                |
| 25 de septiembre de 2004 | Jaén                   | España               | Pabellón Del Nuevo Recinto Ferial | 14,000               |
| 26 de septiembre de 2004 | Valencia               | España               | Plaza Monumental                  | 25,000               |
| 28 de septiembre de 2004 | Madrid                 | España               | Plaza de Toros Las Ventas         | 18,000               |
| 29 de septiembre de 2004 | Madrid                 | España               | Plaza de Toros Las Ventas         | 18,000               |
| 1 de octubre de 2004 | Alicante               | España               | Ciudad Deportiva                  | 13,000               |
| 2 de octubre de 2004 | Barcelona              | España               | Palau Sant Jordi                  | 20,000               |
| 3 de octubre de 2004 | Zaragoza               | España               | Plaza de Toros                    | 11,000               |
| América Central |                        |                      |                                   |                      |
| 8 de octubre de 2004 | Guatemala City         | Guatemala            | Estadio Mateo Flores              | 14,000               |
| 10 de octubre de 2004 | San Salvador           | El Salvador          | Estadio Jorge "Mágico" González   | 20,000               |
| 13 de octubre de 2004 | San José               | Costa Rica           | Estadio Ricardo Saprissa          | 16,000               |
| 15 de octubre de 2004 | Panama City            | Panamá               | Figali Convention Center          | 10,275               |
| Sudamérica II |                        |                      |                                   |                      |
| 17 de octubre de 2004 | Cali                   | Colombia             | Estadio Pascual Guerrero          | 18,000               |
| 20 de octubre de 2004 | Bogotá                 | Colombia             | Estadio Nemesio Camacho           | 15,000               |
| 23 de octubre de 2004 | Medellín               | Colombia             | Estadio Atanasio Girardot         | 12,000               |
| 26 de octubre de 2004 | Guayaquil              | Ecuador              | Estadio Alberto Spencer           | 30,000               |
| 28 de octubre de 2004 | Quito                  | Ecuador              | Estadio Olímpico Atahualpa        | 22,000               |
| 30 de octubre de 2004 | Lima                   | Perú                 | Explanada Estadio Monumental      | 13,000               |
| 388 days | 50 cities              | 12 countries         | 52 venues                         | 1,103,583            |

- El concierto del Estadio San Carlos de Apoquindo en Santiago fue grabado para su transmisión en Chile por Canal 13.

### Ganancias
| Lugar                       | Ciudad           | Entradas vendidas       | Ganancia    |
| --------------------------- | ---------------- | ----------------------- | ----------- |
| Santa Bárbara Bowl          | Santa Bárbara    | 3,455 / 4,245 (81%)     | $224,455    |
| Universal Amphitheatre      | Los Ángeles      | 22,757 / 24,376 (93%)   | $2,140,190  |
| Don Haskins Center          | El Paso          | 6,876 / 6,876 (100%)    | $463,416    |
| Madison Square Garden       | New York City    | 12,123 / 13,102 (93%)   | $982,334    |
| Toyota Center               | Houston          | 9,105 / 11,674 (78%)    | $556,045    |
| SBC Center                  | San Antonio      | 7,072 / 12,412 (57%)    | $424,400    |
| Laredo Entertainment Center | Laredo           | 9,322 / 9,322 (100%)    | $707,605    |
| United Center               | Chicago          | 9,224 / 12,500 (74%)    | $737,175    |
| Coors Amphitheatre          | Chula Vista      | 12,384 / 12,384 (100%)  | $690,516    |
| Dodge Arena                 | Hidalgo          | 8,940 / 9,366 (95%)     | $803,456    |
| Smirnoff Music Centre       | Dallas           | 5,610 / 6,200 (90%)     | $343,856    |
| St. Pete Times Forum        | Tampa            | 4,035 / 9,007 (45%)     | $238,183    |
| Auditorio Nacional          | Ciudad de México | 233,913 / 242,075 (97%) | $11,964,429 |
| Arrowhead Pond              | Anaheim          | 8,296 / 11,239 (74%)    | $606,955    |
| Tucson Convention Center    | Tucson           | 5,189 / 5,395 (96%)     | $407,852    |
| Cox Arena                   | San Diego        | 8,574 / 8,574 (100%)    | $606,765    |
| Total                       | Total            | 366,875 / 398,747 (92%) | $21,897,632 |

### Banda
- Vocals: Luis Miguel
- Guitarras: Todd Robinson
- Bajo: Lalo Carrillo
- Piano y Teclados: Francisco Loyo
- Teclados: Arturo Pérez
- Batería: Victor Loyo
- Percusión: Tommy Aros
- Saxofón: Jeff Nathanson
- Trompeta: Francisco Abonce
- Trombón: Alejandro Carballo
- Coros: Julie bond, Carmel Cooper